# God Bless Saturday
God Bless Saturday（ゴッド・ブレス・サタデー）は2012年10月6日からFMヨコハマで放送されている、日本のラジオ番組。

## 概要
- 2012年の10月改編で終了した土曜日午後のワイド番組『AIR CRUISE』を引き継ぐ形でスタート。放送枠も変わらず13:00から15:55まで放送されている。パーソナリティーは『tre-sen』で金曜日レギュラーを務めていたじゅんごと、同改変で終了した『Smilin'! Groovin'!』を担当していた遠近由美子。
- 通称は「ゴブサタ」で、かけ声や挨拶などとしても多用される。
- 「一週間ぶりのご無沙汰、いつもご無沙汰、初心の気持ち」を大切に

毎週素敵なゲストを迎えリスナーの週末を応援する。
- 番組は海賊船に見立てられ、メインパーソナリティの2人はそれぞれ、
  - じゅんごが船長(キャプテン)
  - 遠近/ほのか/田﨑が航海士

という設定になっている。
- メッセージテーマは「トレジャーマーク」と呼ばれる。
- 『AIR CRUISE』と同様に、後述のように公開生放送を頻繁に行っている。

### メインパーソナリティ
- じゅんご - じゅんごキャプテン

金曜日レギュラーを務める『Tresen+』からの流れでズンゴ、じゃがいも、馬鈴薯と呼ぶリスナーもいる。
- 田﨑さくら - 3代目(2021年4月 - )

#### 過去のメインパーソナリティ
- 遠近由美子[2] -トッチー、ユミコさん、校長(初代、2012年10月 - 2017年3月)
- ほのか - 2代目(2017年4月 - 2021年3月27日)

## コーナー
2020年10月現在
13時台
- 「今週のゴブサタさん」

ゴブサタ独自のエンタメニュースや芸人ニュースを紹介する
- 「ゴブサタ瓦版」

テーマに合わせたトピックスをほのかが紹介する
- 「ゴブサタアンケート」

じゅんご、ほのか、スタッフが疑問に思ったことをリスナーにアンケート。投票は番組Twitter。
14時台
- 「KIRIN PARK CITY YOKOHAMA」

レポーター刈川杏奈(通称アンちゃん)が地元神奈川各所からキリンビールの呑めるトレンドスポットを訪れ、旬な情報をレポートする
刈川はお店の名前にちなんだあいうえお作文でレポートを締めくくるのだが、横文字や流行り言葉を上手く使い、文章力の高さと教養の深さを垣間見させる。
- 「YOKOHAMA STORY」

外崎友亮が横浜発祥の物事を語る。
15時台
- 「ゲストコーナー」

- 「ゴブサタアンケート結果発表」

### 過去のコーナー
- 「ゴブサタエンタメニュース」名前が改変され、キャラが追加され継続されている。

- 「キャプテンじゅんご危機一髪」お宝(クオカード1000円分)をかけてじゅんごキャプテンに音楽クイズでリスナーが挑む、じゅんごがリスナーに勝つとクオカードは翌週にキャリーオーバーとなる、リスナーは３つの宝箱の中から問題を選び、じゅんごと勝負する、問題の答えが分かった時のかけ声は「ゴブサタ！」

- 「ゴブサタ小劇場」

じゅんごと遠近がトレジャーマークにちなんだコントをOA。
「ロードクイズ」
遠近が歌詞を朗読し、曲名を当てるクイズ
回答率のあまりの低さに、2014年に入ってからは、サビから朗読するようになった。
「逆回転クイズ」
逆回転に流れる曲のアーティスト名と曲名を当てるクイズ。
「穴あきバズーカ」
流れてる曲の途中でバズーカ音が鳴り、バズーカ音にかき消された歌詞を当てるクイズ、じゅんごが最も得意とするクイズ
「三択クイズ」
三択の中からクイズの答えを回答する。
- 「UTAGE」うたげ

ゲストコーナー、ミュージシャンや芸人を招いてトークやネタが展開される、必ず、ゲストの大切なモノや場所などの「お宝」を聞く下りがあり、番組ブログで紹介される。

## 企画
ゴブサタは2012/10/6の初OAが公開放送であった事もあり、同局内の他番組より公開放送が多い。

### 公開放送
- 2012/10/6(土)

「大船ルミネウィングPresent God Bless Saturday SPECIAL」
会場・大船ルミネウィング6Fキディランド前
提供・大船ルミネウィング
ゲスト・Do As Infinity、家入レオ。
- 2012/12/1(土)

「ダイナシティpresent God Bless Saturday SPECIAL」
会場・小田原ダイナシティウエスト1Fキャニオンステージ
提供・小田原ダイナシティ
ゲスト・藍坊主、BREATHE。
- 2013/3/16(土)

「Landmark 20th.《FESTIVAL in spring》FUTURESCAPE＆God Bless Saturday～I'M FMヨコハマ84,7LISTEN TO ME.SPECIAL　FMヨコハマ公開生放送～」
会場・横浜ランドマークタワー1Fガーデンスクエア
提供・ウイル、古河C＆B、ランドマークプラザ
ゲスト・DEEN、古内東子、Saya。
- 2013/3/30(土)

「God Bless Saturday SPECIAL in 横浜コットンハーバー・ボートヤード」
会場・横浜コットンハーバー・ボートヤード特設会場
ゲストレポーター・藤田優一
ゲスト・角松敏生、金田賢一、Natural Hybrid。
- 2013/4/27(土)

「ダイナシティ present God Bless Saturday SPECIAL」
会場・小田原ダイナシティウエスト1Fキャニオンステージ
提供・小田原ダイナシティ
ゲスト・藤澤ノリマサ、シクラメン、ammo flight。
- 2013/7/27(土)

「God Bless Saturday SPECIAL in 横浜コットンハーバー・ボートヤード
会場・横浜コットンハーバー・ボートヤード特設会場
ゲスト・斉田佳子、なかの綾、玉城ちはる。
- 2013/8/3(土)

「God Bless Saturday 真夏の湘南SPECIAL」
会場・SPACE SHOWER BEACH HOUSEほしのや、鎌倉材木座海岸
提供・Brillia City・横浜磯子
ゲスト・BLUE BIRD BEACH、トレモノ、トミタ栞。
- 2013/9/28(土)

「God Bless SaturdayボラフェスタinKANAGAWA2013SPECIAL」
会場・日本丸メモリアルパーク特設会場
協力・神奈川県赤十字血液センター
ゲスト・矢井田瞳、ab bank。
- 2013/10/5(土)

「God Bless Saturday SPECIAL in 横浜コットンハーバー・ボートヤード」
会場・横浜コットンハーバー・ボートヤード特設会場
ゲスト・相田翔子、Ryu Miho、辻村結實。
- 2013/12/7(土)

「ダイナシティpresent God Bless Saturday SPECIAL 兼 小田原ダイナシティ開業20周年記念FヨコDJオールスターズ大感謝祭」
会場・小田原ダイナシティウエスト1Fキャニオンステージ
ゲストパーソナリティ栗原治久、北島美穂、藤田優一、穂積ユタカ、光邦、鈴木祐介、鈴木まひる
提供・小田原ダイナシティ
ゲスト・密、URATA NAOYA。
- 2014/4/26(土)

「ダイナシティpresent God Bless Saturday SPECIAL」
会場・小田原ダイナシティ ウエスト1Fキャニオンステージ
提供・小田原ダイナシティ
ゲスト・JAY’ED、トミタ栞、May J.。
- 2014/5/17(土)

「God Bless Saturday SPECIAL in 横浜コットンハーバー・ボートヤード」
会場・横浜コットンハーバー・ボートヤード特設会場
ゲスト・中野渡章子、太石好美、あらいまい、スギタヒロシ、佐藤嘉国。
- 2014/8/2(土)

「東京サマーランドpresents God Bless Saturday SPECIAL」
会場・東京サマーランド野外プールサイドステージ
提供・東京サマーランド
ゲスト・マギー、平井大、U-KISS
- 2014/10/18(土)

「God Bless Saturday第11回ボラフェスタ inKANAGAWA2014SPECIAL」
会場・日本丸メモリアルパーク特設会 場
協力・横浜Fマリノス、川崎フロンターレ、湘南ベルマーレ、横浜ビーコルセアーズ、帆船日本丸、横浜みなと博物館、神奈川県赤十字血液センター
参加大学・神奈川大学、神奈川工科大、関東学院大学、相模女子大学、専修大学、多摩大学、東京都市大学、東京農業大学、東洋英和女子学院大学、日本大学生物資源科学部、明治学院大学、青年赤十字奉仕団　神奈川県支部連絡協議会、東京都学生献血推進連盟
ゲスト・ハピネス、ab bank。
- 2014/12/6(土)

「ダイナシティpresents God Bless Saturday SPECIAL」
会場・小田原ダイナシティ　ウエスト1Fキャニオンステージ
提供・小田原ダイナシティ
ゲスト・Aqua Timez、Do As Infinity、KUNI&クリフエッジ。
- 2015/3/14(土)

「God Bless Saturday横浜マラソン2015」
会場・パシフィコ横浜展示ホール横浜マラソンEXPO2015特設ステージ
ゲスト・SKY-HI(日高光啓)、奥華子。
- 2015/3/21(土)

「ららぽーと横浜Presents God Bless Saturdayスペシャル」
会場・三井ショッピングパークららぽーと横浜1Fサウスコート　カリヨン広場
ゲスト・橘ケンチ(EXILE)、TETSUYA(EXILE)、世界(EXILE)、Raychell feat RICKY&RABBIE
提供・三井ショッピングパークららぽーと横浜。
- 2015/4/25(土)

「ダイナシティpresents God Bless Saturday SPECIAL」
会場・小田原ダイナシティウエスト1Fキャニオンステージ
ゲスト・大塚愛、ダイスケ
提供・小田原ダイナシティ。
- 2015/5/16(土)

「God Bless Saturday SPECIAL in 横浜コットンハーバーボートヤード」
会場・大和住販横浜コットンハーバーボートヤード
ゲスト・加藤登紀子、ラフレルノート、亀川晃＆今崎拓也（CCC）
提供・大和住販。
- 2015/7/4(土)

「ららぽーと横浜 presents God Bless Saturday スペシャル」
会場・三井ショッピングパークららぽーと横浜1Fノースコート
ゲスト・山猿、渡邊ヒロアキ
提供・三井ショッピングパークららぽーと横浜。
- 2015/7/25(土)

「FM YOKOHAMA84.7公開生放送特番God Bless Saturday SPECIAL Live Form 大磯ロングビーチ」
会場・大磯ロングビーチダイビングプール特設会場
ゲスト・SHOW-SKA、逗子三兄弟
提供、協力・大磯ロングビーチ。
- 2015/8/1(土)

「東京サマーランドPresents God Bless Saturday SPECIAL」
会場・東京サマーランドプールサイド特設ステージ
提供、協力・株式会社 東京サマーランド
ゲスト・IMALU、秋元梢、lol(エルオーエル)。
- 2015/8/15(土)

「THANKS！30th ANNIVERSARY God Bless Saturday Summer Special」
会場・そごう横浜店2F風の広場特設会場
提供、協力・横浜新都市センター、そごう、横浜ポルタ
ゲスト・一青窈 、キング・クリームソーダ。
- 2015/10/19(土)

「THANKS！30th ANNIVERSARY God Bless Saturday 横浜グルメンタ 2015 SPECIAL」
会場・赤レンガ倉庫イベント会場
ゲスト・コアラモード．、サンドクロック
主催・FMヨコハマ
後援・神奈川県、横浜市国際局、横浜観光コンベンション・ビューロー、横浜青年会議所
協力・横浜市交通局、横浜赤レンガ倉庫、東京急行電鉄、横浜高速鉄道、横浜中華街発展会協同組合、在日インド商工協会、横浜F・マリノス、横浜ウォーカー
協賛・Fヨコ光、崎陽軒、キリンビバレッジ、キリンビール、三和シヤッター、日本航空、マルコメ、メキシカンポーク輸出業者協会、横浜・八景島シーパラダイス
出展協賛・アンビエンテ、FMヨコハマ30周年＋ありあけ、スパイスマジック カルカッタ（横浜産貿店）、関東移動販売車組合、韓国料理実家、康華楼、ゴル麺。、渋谷肉横丁、横浜中華街上海料理状元樓、横浜中華街中國上海料理四五六菜館、横浜中華街中國上海料理四五六点心坊、猫アートギャラリーゆめ猫、パルシステム生活協同組合連合会、牡丹園、飲茶發發、揚州飯店、横浜博覧館。
- 2015/10/3(土)

「God Bless Saturday SPECIAL in 横浜コットンハーバーボートヤード」
会場・横浜コットンハーバーボートヤード特設会場
ゲスト・KATSUMI、＊マリエリカ＊、辻村結寛子
協力・横浜コットンハーバー。
- 2015/12/5(土)

「ダイナシティPresents God Bless Saturday SPECIAL」
会場・小田原ダイナシティ ウエスト1Fキャニオンステージ
ゲスト・Crystal Kay、吉田山田、KUNI。
- 2015/12/19(土)

「THANKS！30th ANNIVERSARY開局30周年特番Live30！」
会場・FM横浜アリーナ(横浜アリーナ２日間限定ネーミングライツ)特設ブーススタジオシーガル。
- 2016/3/12(土)

「God Bless Saturday横浜マラソンEXPO」
会場・パシフィコ横浜展示ホール横浜マラソンEXPO2016特設ステージ
ゲスト・eyeron(ソナーポケット)、HAND SIGN
協力、協賛・ありあけ、沖縄観光コンベンションビューロー、神奈川県住宅供給公社、千葉県富津市。
- 2016/3/19(土)

「ららぽーと横浜Presents God Bless Saturday SPECIAL」
会場・三井ショッピングパークららぽーと横浜
ゲスト・キングクリームソーダ、ダイスケ、コトリwithステッチバード
協力、協賛・三井ショッピングパークららぽーと横浜。
- 2016/4/30(土)

「ダイナシティPresents God Bless Saturday SPECIAL」
会場・小田原ダイナシティ ウエスト1Fキャニオンステージ
ゲスト・青山テルマ、Lead、渡邉ヒロアキ
協力、協賛・小田原ダイナシティ
備考・放送終了後に栗原治久、穂積ユタカなどを交え熊本地震の募金活動を行う。
- 2016/6/4(土)

「God Bless Saturday SPECIAL in横浜コットンハーバーボートヤード」
会場・横浜コットンハーバーボートヤード特設会場
ゲスト・サーカス、塩塚博、嵯峨レイコ
協力、協賛・横浜コットンハーバー、大和住販。
- 2016/8/20(土)

「東京サマーランドPresents God Bless Saturday SPECIAL」
会場・東京サマーランドアドベンチャードーム内プールサイド特設ステージ
提供、協力・株式会社 東京サマーランド
ゲスト・乃木坂46（中元日芽香、北野日奈子、衛藤美彩）、篠崎愛、ほのか
※桜井玲香（乃木坂46）は体調不良のためイベント出演は当日キャンセル。*2016/9/10(土)
「F横大感謝祭！横浜グルメンタ2016～港(みなと)ヨコハマに厳選された「食」エンタメイベントが大集合！～God Bless Saturday SPECIAL」
会場・横浜赤レンガ倉庫イベント広場
主催・横浜エフエム放送株式会社
後援・神奈川県、横浜観光コンベンションビューロー
協力・横浜ウォーカー
協賛・アビバホールディングス、ケー・アールライン、キリンビールマーケティング横浜支社、キリンビバレッジ、三和シヤッター、長谷工コーポレーション、本坊酒造、マルコメ
ゲスト・妄想キャリブレーション、彦摩呂。
- 2016/10/1(土)

「God Bless Saturday SPECIAL in横浜コットンハーバーボートヤード」
会場・横浜コットンハーバーボートヤード特設会場
ゲスト・山下伶、庄司紗千、KAO-S
、KAKKY
協力、協賛・横浜コットンハーバー、大和住販。
- 2016/12/10(土)

「ダイナシティpresent God Bless Saturday SPECIAL」
会場・小田原ダイナシティウエスト1Fキャニオンステージ
ゲスト・ISEKI(ex.キマグレン)、セレイナ・アン、丸本莉子
協力、協賛・小田原ダイナシティ。
- 2017/3/18(土)

「首都高速道路present God Bless Saturday横浜北線開通SPECIAL」
会場・大黒パーキングエリア 特設ステージ
ゲスト・杉山清貴、IMALU、ZiNEZ
提供・首都高速道路。
- 2017/3/25(土)

「首都高 present God Bless Saturday SPECIAL」
会場・横浜ベイサイド ぐじらの噴水前広場
ゲスト・chay、藤原さくら
提供・首都高速道路。

### スペシャル放送
- 2013/9/21(土)

「AIR DO 15th ANNIVERSARY presents God Bless Saturday SPECIAL WE LOVE SAPPORO」
スペシャルレポーター・栗原治久、北島美穂、藤田優一、穂積ユタカ、鳥越雅子
提供・AIR DO。
- 2014/6/28(土)

「God Bless Saturday圏央道 相模原・愛川IC～高尾山IC 開通SPECIAL」
スペシャルレポーター・鈴木まひる、森田淳司
提供・神奈川日産。
- 2014/12/20(土)

「God Bless Saturday～開局30周年キックオフスペシャルFOREVER RADIO DAYS～」
ゲスト・長渕剛・福永愛・石渡健文。
- 2015/1/31(土)

「God Bless Saturday SPECIAL“We Love SAPPORO”」
スペシャルレポーター・穂積ユタカ・栗原治久・角谷浩一・吉村民・松原さと子
13時10分、13時30分、14時40分、15時25分、15時45分の５回
北海道・札幌からスペシャルレポート
提供、協力、企画実施・AIR DO・北海道ツアーズ東京支店・横浜エフエム放送株式会社ラジオショッピング事務所・沖縄ツーリスト。

## 出来事
- キミに届けラン-2013/6/15(土)

FMヨコハマが局を上げスペシャルウィークで「君に届けFMヨコハマ」をテーマに各番組を放送していた
ゴブサタではじゅんごがマラソンで番組終了までにスタジオに帰る予定だったが
途中、自転車で伴走していたディレクターのフナバンと共に道を間違えるというハプニングと、最高気温が30℃と６月にしては異常に高かった気温が相まって放送時間内の完走は出来なかった
放送終了後、USTREAMではじゅんごとディレクターフナバンの為に、飲み物や氷を用意し、二人の帰りを待つ間、おかしを食べながらじゅんごを待つ遠近とレポーター石井麻衣子が写し出され
暫くすると、じゅんごが無事にスタジオに到着
その後、柴田聡がパーソナリティをつとめるRoute847にてリスナーに到着報告をした。
- もしかしてだけど-2014/2/22(土)

「ゴブロックフェス」(ゴブサタ+ロックフェス)と銘うってロックナンバーのリクエストで番組を構成した
この日の番組のトリをつとめたのは、じゅんごと同じ浅井企画の後輩で2013/12/14にUTAGE(ゲストコーナー)に出演したどぶろっく
遠近をテーマにした
「もしかしてだけど～トッチーVer～」を披露し
遠近は、恥ずかしさで赤面していたが、後に
「自分の為に曲を作ってもらう事なんてめったに、と言うか無いので、非常にありがたいしうれしい！」とコメントしていた
どぶろっくはこの曲を作詞するにあたって、じゅんごとディレクターのなべちゃん、フナバンの３人に遠近の情報を事前に聞いて作詞した。
- プチリニューアル

番組二周年を迎えた2014/10/4(土)の放送から、BGMやSEが大幅に変更され海賊船をイメージさせる法螺貝や錨を引き揚げるSEが姿を消し、オーケストラバンドがショーで演奏する様な華やかなBGMやSEに変更された、コーナーも一部が変更された、

## その他

### 番組審議委員
- 2013/12/19(木)15:00～16:00

番組審議委員にじゅんごに対しては「芸人をDJとして起用…FMヨコハマには珍しいような感じがする、ある意味新鮮である」や「時々くどさを、感じる時があるが、個性が出ていて面白い」と意見があり遠近に対しては「遠近は声が良く非常に聴きやすい、また遠近の素の感覚が感じられ、とても好感が持てる」と意見があった。それに対し、番組側は「公開放送の需要に耐えうる要素が必要だった、芸人を起用する事により、芸人の持ち得るライブ感が、公開放送の場を盛り上げられる」と述べた。この事から、God Bless SaturdayがFMヨコハマリスナーの公開放送の需要に対応するために作られた番組だと判明した。
審議内容